# 円周角

円周角 θ :
中心角 2θ
長円弧上の円周角θ
短円弧上の円周角の補角 θ

円周角（えんしゅうかく）とは、ユークリッド幾何学において、ある円周上の一点から、この点を含まない円周上の異なる二点へそれぞれ線分を引くとき、その二つの線分のなす角のことである。
円周角 θ (rad) は 0< θ <π を満たす。

## 円周角の定理

円周角の定理の証明

円周角を作る三角形が円の中心を含む場合、円周角が長円弧上のどこにあっても、その大きさは変わらない。また、その円周角は、中心角の半分となる。これが円周角の定理である。
円周角を作る三角形が円の中心を含まない場合、円周角が短円弧上のどこにあっても、その大きさは変わらない。また、その円周角の補角は、中心角の半分となる。これも円周角の定理である。
円周角が長円弧上にある場合について証明する（右図）。長円弧の両端の点をA, B、円周角がある点をCとする。円の中心をMとする。点Mと点Cを通る直線と、線分ABの交点を、点Dとする。線分AMと線分ACは、共に円の半径なので、三角形AMCは二等辺三角形である。そのため角ACMと角CAMは等しい。さらに三角形の内角の和が180°であることと、角AMDが角AMCの補角であることから、角AMDは角ACDの2倍となる。同様に、角BMDは角BCDの2倍となる。そのため、角AMB（中心角）は角ACB（円周角）の2倍となる。
この関係は、点Cが円周上のどこにあっても成り立つので、同じABについての円周角は常に等しくなる。

## 歴史

### バビロニア数学
紀元前20世紀から紀元前17世紀頃に行われていたバビロニア数学で、円周角が直角の場合についての円周角の定理が知られていた。

### タレスの定理

いわゆるタレスの定理

円周角が直角の場合についての円周角の定理は、上記の通りバビロニア人によって発見されたと思われるが、それは紀元前5世紀ごろには忘れられており、著名な数学者タレスやピタゴラスの発見だと思われていた。
特に、紀元前7世紀から紀元前6世紀の人物タレスについては、3世紀の歴史家ディオゲネス・ラエルティオスが著書の中で「1世紀の歴史家エピダウロスのパンフィレの著作に『タレスは円の中に直角三角形を描いた最初の人物である』と書かれている」と言及したことが知られている。
しかし現在では、ギリシアでこの手の理論が発達するのは紀元前4世紀以降であり、「タレスが発見した」というのは当時の推測に過ぎないと考えられている。

### ユークリッド原論
紀元前4世紀頃の著作と考えられているユークリッド原論の第3巻の命題20では、次のように述べられている。
点ABCを通る円の中心をEとしたとき、角BECは角BACの2倍となる。
また、命題21では次のように述べられている。
円周上の点ABDEについて、角BADと角BEDは等しい。円の中心をFとする。まず線分BAEDが半円よりも大きくなる時、角BFDは角BADの2倍である。同様に角BFDは角BEDの2倍である。従って角BADは角BEDに等しい。次にBAEDが半円よりも小さい時、AFを通る線分と円の交点をCとする。四角形BAECは半円より大きいため角BACは角BECと等しい。同様に四角形CAEDは半円より大きいので、角CADと角CEDは等しい。従って角BADは角BEDに等しい。
また、命題31では次のように述べられている。
円周上の点ABCDについて、中心をEとする。線分BCで円を切ると半円となる場合、角BACは直角となり、角ABCは直角より小さくなり、角ADCは直角より大きくなければならない。線分EAはEBと等しいので、角EABは角EBAと等しい。また、線分EAはECと等しいので、角EACは角ECAと等しい。従って角BACは角ABCとACBの合計となる。一方三角形ABCの外角FACは、角ABCとACBの合計に等しい。従って角BACは角FACと等しい。従って、それぞれ直角である。従って、角BACは直角である。

### アルハゼンの定理

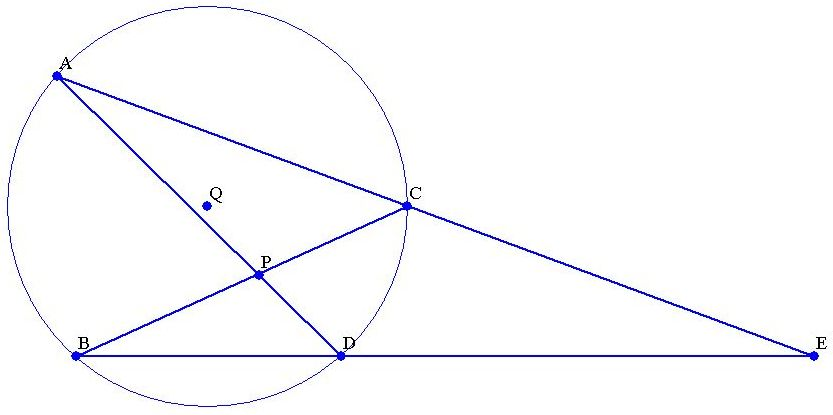
アルハゼン（ハイサム）の定理

11世紀にイスラーム圏で活躍した数学者イブン・ハイサム（ラテン名アルハゼン）は、円の外にある点Eと、円周上にあり、三角形ABEが円の中心Qを含むような点A, Bについて、線分AEと円の交点をC、線分BEと円の交点をD、線分ADとBCの交点をＰとした時、角AEB=角ADB-角CBDであることを発見した。

## 著名人による言及

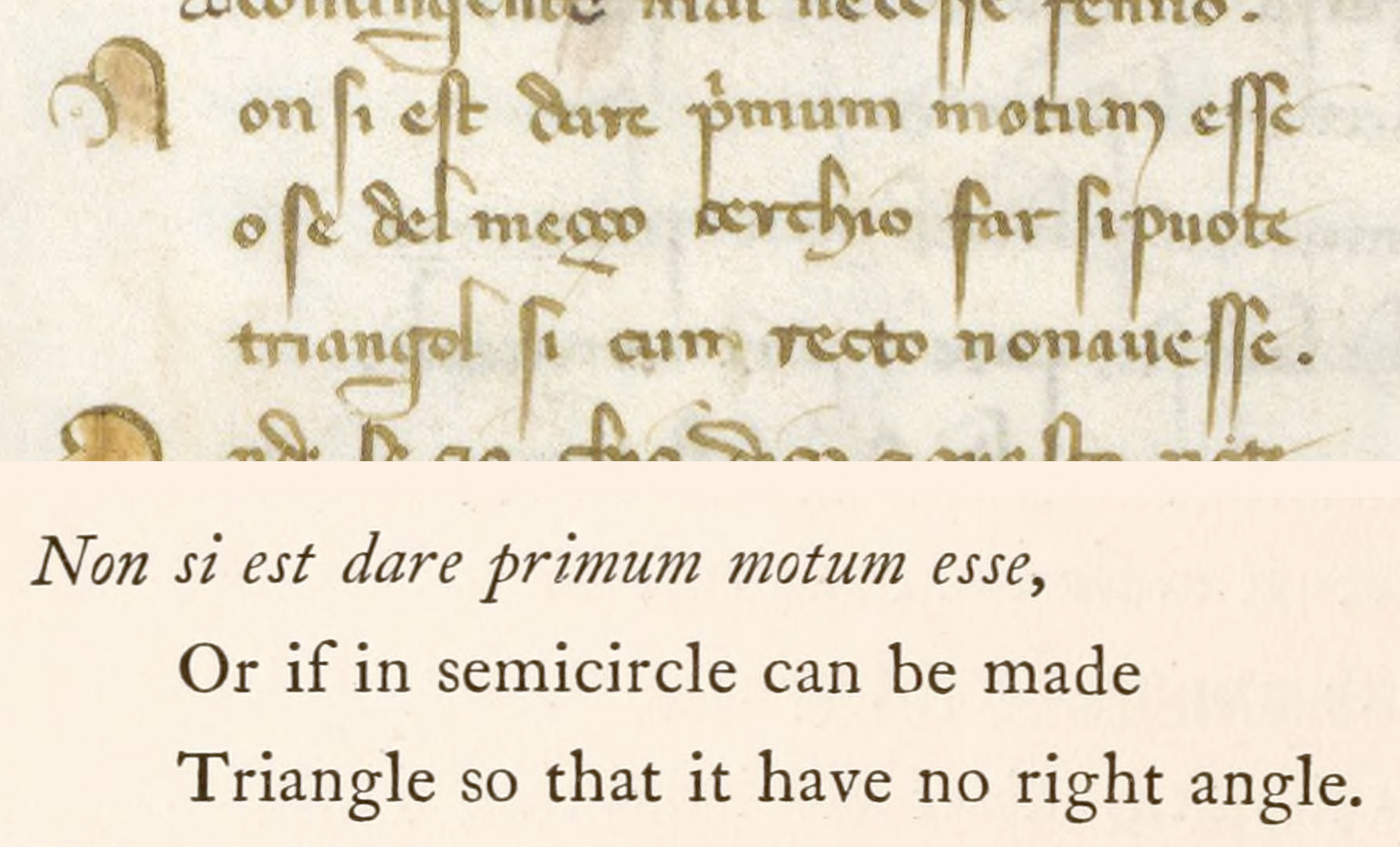
『神曲』天国編第13歌100 - 102行目の記述、およびロングフェローによる英訳

詩人ダンテが14世紀に書いた叙事詩『神曲』の天国編第13歌には、「もしも半円の中に直角を持たない三角形を描けるのであれば」という、タレスの定理を前提とした節がある。